# Franz Ehrle
Franz Ehrle, S.J. (17. října 1845, Isny – 31. března 1934, Řím) byl německý římskokatolický duchovní, Jezuita, knihovník Vatikánské apoštolské knihovny, archivář Vatikánského tajného archivu a kardinál.

## Život
Narodil se 17. října 1845 v Isny jako syn lékaře Franze Ehrleho a Berty von Frölich.
Studoval na jezuitském gymnáziu Stella matutina ve Feldkirchu a 20. září 1861 vstoupil v Groheimu (Hohenzollernsko) do noviciátu Tovaryšstva Ježíšova. Na Koleji Friedricksburg v Münsteru studoval humanitní vědy, v Opatství Maria Laach filosofii a v Ditton Hall v Liverpoolu teologii. Dne 24. září 1976 byl v Liverpoolu vysvěcen na kněze. V letech 1877-1878 působil v pastorační službě ve stejném městě. Roku 1878 se stal přispěvatelem do časopisu Stimmen aus Maria Laach.
V letech 1878-1880 působil v belgickém Tervurenu a poté odešel do Vatikánu, kde se zabýval bádáním a literární prací ve Vatikánském tajném archivu. Výsledkem bádání bylo vydání jeho díla Historia bibliothecæ Romanorum Pontificum (1890). Od roku 1890 do roku 1895 byl mimořádným členem Rady poradců Vatikánské knihovny.
V září 1898 se stal promotérem Mezinárodní konference v St. Gallenu a roku 1907 členem Académie des inscriptions et belles-lettres v Paříži.
V letech 1914-1916 pobýval ve Feldkirchu a Římě, v letech 1918-1919 v Mnichově.
Roku 1919 se stal členem fakulty Papežského biblického institutu, kterým byl až do roku 1922. Ve stejném období byl členem Papežské univerzity Gregoriana.
Dne 11. prosince 1922 jej papež Pius XI. na konzistoři jmenoval kardinálem. Jako titulární kostel mu byl přidělen San Cesareo in Palatio. Kardinálský biret a titul mu byl předán 14. prosince 1922.
Dne 4. srpna 1923 byl v Bobbiu papežským legátem při příležitosti oslav 1300. výročí narození svatého Kolumbana.
Dne 17. dubna 1929 jej papež Pius XI. jmenoval archivářem Vatikánského tajného archivu a knihovníkem Vatikánské apoštolské knihovny.
Zemřel 31. března 1934 na zápal plic v generální kurii Jezuitů v Římě.